# Daddy Cool (banda)
Daddy Cool es una banda de rock australiana formada en la ciudad de Melbourne en 1970 por Wayne Duncan (bajo, voz), Ross Hannaford (guitarra, bajo, voz), Ross Wilson (voz, guitarra) y Gary Young (batería, voz). Su sencillo debut "Eagle Rock" fue lanzado en mayo de 1971 y permaneció por diez semanas en el primer lugar de las listas de éxitos australianas.

## Miembros

### Actuales
- Wayne Duncan — bajo, voz (1970–1972, 1974–1975, 2005–presente)
- Ross Wilson — voz, guitarra (1970–1972, 1974–1975, 2005–presente)
- Gary Young — batería, voz (1970–1972, 1974–1975, 2005–presente)

## Discografía

### Estudio
- Daddy Who? Daddy Cool – (1971)
- Sex, Dope, Rock'n'Roll: Teenage Heaven – (1972)
- Daddy Cool Live! The Last Drive-In Movie Show – (1973)
- The Missing Masters- Wizard (1980)
- The New Cool – Liberation (2007)